# Centropogon rubroaureus
Centropogon rubroaureus är en klockväxtart som beskrevs av Franz Elfried Wimmer. Centropogon rubroaureus ingår i släktet Centropogon och familjen klockväxter. Inga underarter finns listade i Catalogue of Life.